# Hammersmith

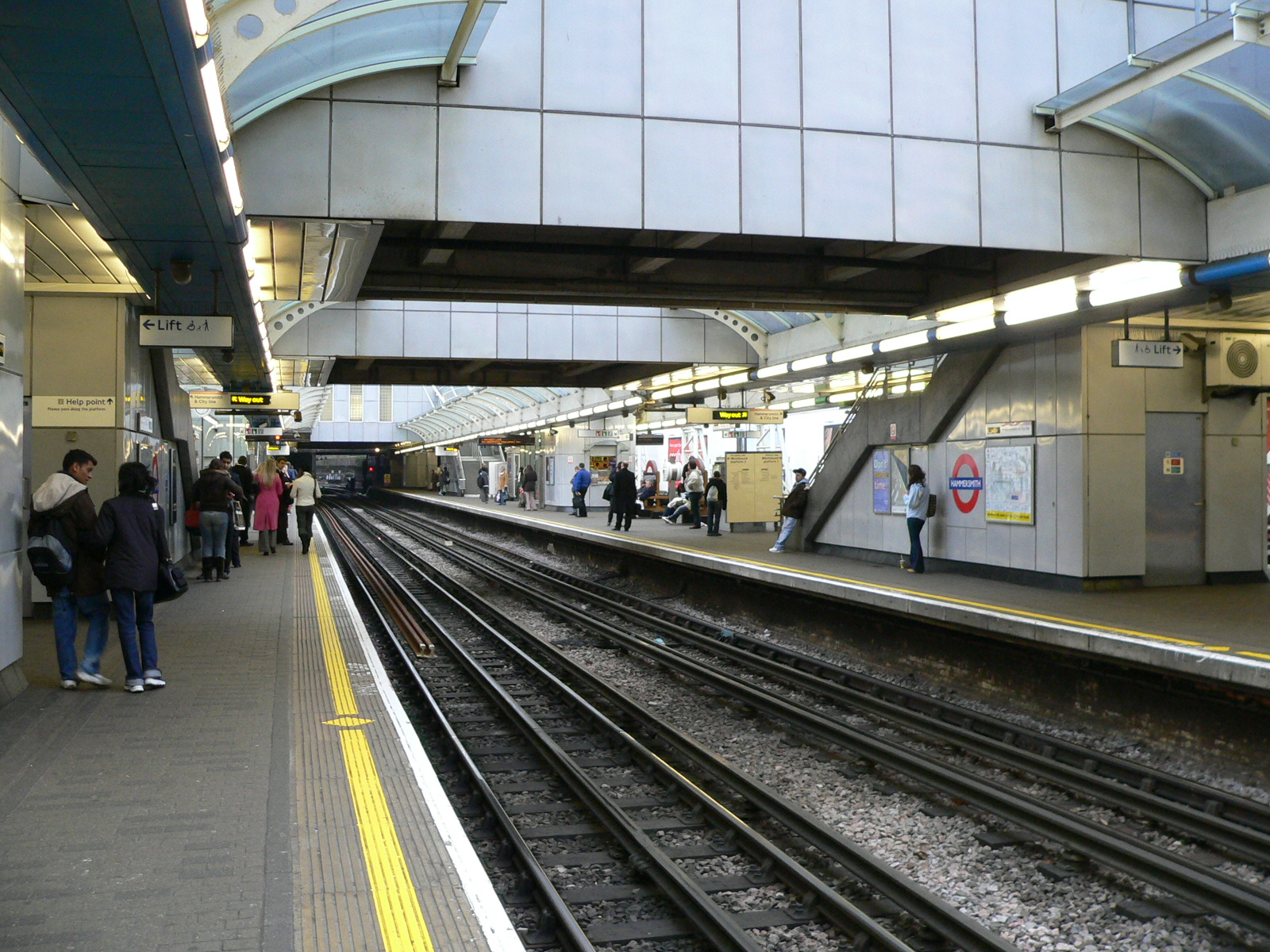
Station Hammersmith för Piccadilly line och District line.

För stadsdelen Hammersmith, se London Borough of Hammersmith and Fulham
Hammersmith är två tunnelbanestationer på Londons tunnelbana som ligger i förorten Hammersmith. Det är den västra slutstationen på Circle line och Hammersmith & City line. Stationen ligger på nära gångavstånd till den andra station "Hammersmith" för tunnelbanans Piccadilly line och District line. De två stationerna med samma namn är separerade av Hammersmith Broadway. 